# Principato della Croazia Pannonica
Il Principato della Croazia Pannonica (in croato Kneževina Panonska Hrvatska) è il nome usato nella storiografia croata per indicare un principato croato medievale fondato nel territorio della ex provincia romana della Pannonia inferiore, all'incirca nella regione della pianura pannonica compresa tra i fiumi Drava e Sava. Il principato esistette tra l'VIII e il X secolo, approssimativamente tra la caduta del Khanato degli Avari e la conquista magiara del bacino dei Carpazi, e suoi principali centri politici furono le città di Sisak e Blatnograd. Nel corso della sua esistenza, per un lungo periodo fu vassallo dell'Impero carolingio e nelle fonti franche lo si trova indicato come Marca di Pannonia o Ducato della Bassa Pannonia.

## Antefatto storico
Tra la fine del VI e l'inizio del VII secolo la Bassa Pannonia venne occupata dagli Slavi, come dimostrano numerosi reperti archeologici. Infatti, secondo il De administrando imperio, al tempo del regno dell'imperatore Eraclio I, i croati si stabilirono nell'entroterra della Dalmazia, dove fondarono un principato. In seguito, una parte di essi andò a nord, nella bassa Pannonia, fondando un altro principato. I ritrovamenti archeologici suggeriscono anche che tra la fine del VII secolo e l'inizio dell'VIII secolo, il principato divenne tributario degli Avari, i quali si erano stanziati in Dobrugia durante il regno di Giustiniano I, che dalla metà del VI secolo avevano occupato il bacino pannonico. A partire dalla seconda metà dell'VIII secolo si stanziò sulle Alpi orientali il popolo dei Carantani, slavi alpini antenati degli attuali sloveni, e dalla loro presenza la regione, coincidente alle moderne Stiria, Carinzia e Carniola, prese il nome di Carantania. Nel corso della sua storia, il Khanato avaro si ritrovò più volte a dover reprimere le rivolte degli slavi e le incursioni dei bulgari, ma nonostante ciò rimase a lungo la principale potenza pannonica sino alla fine dell'VIII secolo. Nonostante già a metà del IX secolo la Bassa Pannonia fosse abitata da una maggioranza slava, sono state ritrovate tracce di Avari cristiani e slavizzati nella Bassa Pannonia sino all'anno 873.

## Storia
Dopo che Giustino II interruppe il tributo agli Avari, invasero il territorio orientale del Regno franco. Secondo la Vita et gesta Caroli Magni, nel 791 Carlo Magno cominciò le proprie campagne contro gli Avari, stringendo pochi anni più tardi un'alleanza con il khan dei Bulgari Krum. Gli Annales Regni Francorum fanno menzione nell'anno 795 del principe Vojnomir di Croazia (Wonomyrus Sclavus), che supportò con il suo esercito il margravio del Friuli Enrico nell'attacco condotto in Pannonia, tra il Danubio e il Tibisco, dove saccheggiarono i domini degli Avari. L'anno successivo, a seguito delle sconfitte infertegli dai Franchi e dal Khanato bulgaro, il Khanato avaro collassò e il dominio dei Franchi si estese più a est, fino al Danubio centrale. Dopo la sconfitta degli Avari da parte delle truppe dei franchi, Carlo Magno affidò la nuova Marca Orientale a Geroldo di Baviera, mentre il principato divenne un comitatus, sottoposto all'autorità del Margraviato del Friuli, e Vojnomir divenne vassallo dei franchi con il titolo di duca di Bassa Pannonia. Le contee slave sud-orientali dell'Impero carolingio furono collettivamente chiamate Plaga Orientalis. Con l'Ordinatio Imperii dell'817, l'imperatore Ludovico I il Pio sottrasse la marca di Carinzia, la marca Orientale e la marca di Pannonia alla giurisdizione del Margraviato del Friuli, per poi assegnarne il controllo al figlio Ludovico II il Germanico. Secondo gli Annales Regni Francorum, durante i primi due decenni del IX secolo, il Ducato della Bassa Pannonia fu governata dal principe slavo Ljudevit Posavski (Liudewitus, dux Pannoniae inferioris), vassallo dei franchi. Con il supporto dei Carantani, Ljudevit si ribellò, al fine di guadagnare l'indipendenza del ducato, ma non riuscì a porre fine al dominio franco.
Nell'827 i bulgari invasero e conquistarono un'area di frontiera dell'Impero carolingio, probabilmente coincidente in maniera approssimativa con la Pannonia Savia, la quale era appartenuta al principato della Croazia Pannonica. La sconfitta militare causò la rimozione del margravio del Friuli Balderico da parte dell'imperatore Ludovico I il Pio l'anno successivo. Tuttavia, i Franchi non cessarono di rivendicare il territorio e la frontiera orientale venne riorganizzata e nell'829  Nello stesso anno i bulgari imposero come nuovo duca Ratimir, un principe locale.
Nell'833 Ludovico II il Germanico nominò il conte Ratbod prefetto della marca orientale, il quale nell'838, a seguito della conquista bulgara della Macedonia, riuscì a riconquistare la Bassa Pannonia, che venne subordinata alla Marca di Carinzia, deponendo Ratimir e divenendone egli stesso duca. Nell'846 Ludovico il Germanico assegnò il Ducato di Bassa Pannonia al principe slavo Pribina, che nell'833 era stato scacciato dal Principato di Nitra da Mojmír I di Moravia, fondatore della Grande Moravia. Questa fu una mossa calcolata da parte di Ludovico il Germanico, che mirava a ridurre il potere del suo prefetto Ratbod, oltre a guadagnare un alleato, che fungesse da cuscinetto contro le potenziali minacce rappresentate dalla Grande Moravia e dal Primo impero bulgaro. Pribina, che si era associato il figlio Kocel (indicato nelle fonti come Comes de Sclauis nomine Chezul), governò la regione per i successivi due decenni e pose la sua capitale, che fece fortificare, a Blatnograd (l’attuale Zalavár) situata in una posizione strategicamente rilevante e circondata da paludi e fitte foreste. Pribina morì nell'861 e gli successe Kocel. All'epoca della ribellione di Carlomanno, a seguito di alcuni attacchi ai suoi domini Kocel si rifugiò alla corte di Ludovico il Germanico, ma fu presto reintegrato nei suoi domini. Durante i loro regni, Pribina e Kocel contribuirono all’evangelizzazione degli Slavi, infatti il primo permise all'arcivescovo di Salisburgo di consacrare le chiese della zona, mentre il secondo offrì ospitalità nell'estate dell'867 a Cirillo e Metodio, mentre si recavano a Roma per giustificare al papa l'uso della lingua slava come lingua liturgica. La presenza loro e dei loro discepoli servì a trasformare Blatnograd in un centro diffusione nuova scrittura slava, favorendo la nascita della letteratura locale educando numerosi futuri missionari nella loro lingua madre. Sebbene fosse un vassallo franco, Kocel iniziò a resistere all'influenza dell’aristocrazia e del clero tedeschi, cercando di organizzare un'arcidiocesi slava indipendente. Alla morte di Kocel, nell'876, la Bassa Pannonia divenne di nuovo una parte diretta del Regno dei Franchi orientali, governato da Arnolfo di Carinzia.
Un altro sovrano noto del Principato della Croazia Pannonica fu Braslav, vassallo nel Regno dei Franchi orientali, che regnò tra l'880 e il 900. Nell'884, durante il conflitto per la successione nel Regno dei Franchi Orientali, l'area fu conquistata dalla Grande Moravia. Braslav partecipò alla guerra franco-morava, durante la quale Arnolfo riconquistò la Bassa Pannonia, che nell'896 riassegnò a Braslav al fine di garantire la frontiera franca contro gli ungheresi. Tuttavia, nel 901 i Magiari presero il controllo di tutta la Pannonia, per poi invadere l'Italia. Con la battaglia di Presburgo del 5 luglio 907 il confine tra il Regno dei Franchi Orientali e il Principato d'Ungheria venne fissato lungo il fiume Enns, segnando la perdita definitiva da parte dei franchi della Marca di Pannonia e della Marca Orientale. Quest'ultima verrà riconquistata da Ottone I di Sassonia dopo la battaglia di Lechfeld del 10 agosto 955, ma la Marca di Pannonia non venne mai più recuperata dai sovrani di Germania.
Nel X secolo, attorno al 925, Tomislao I, principe della Croazia Dalmatica, conquistò il Principato della Croazia Pannonica portando alla nascita del Regno di Croazia. Tuttavia, le fonti sull'effettiva estensione del regno di Tomislao sono contrastanti.

## Sovrani
- Vojnomir (790 ca. – 810 ca.)
- Ljudevit Posavski (810 – 823)
- Ratimir (829 – 838)
- Ratbod (838 – 846)
- Pribina (846 – 861)
- Kocel (861 – 867)
- Braslav (880 ca. – 900 ca.)